# Fedez
Fedez, de son vrai nom Federico Leonardo Lucia, né le 15 octobre 1989 à Milan, en Lombardie, est un rappeur italien.
En 2014 et 2015, il est également l'un des quatre juges de l'émission de télévision italienne X Factor.

## Biographie

### Jeunesse
Né le 15 octobre 1989 à Milan, en Lombardie, de parents originaires de la Basilicate. Fedez grandit à Buccinasco. Adolescent, il s'intéresse à l'art mais interrompt sa scolarité peu avant la fin du lycée pour se consacrer à la musique. Il commence sa carrière de chanteur à l'âge de 17 ans.

### Débuts (2007–2012)
En 2007, il publie son premier EP : Pat-a-Cake.
Fedez entre dans le monde de la musique en participant à diverses compétitions de freestyle, terminant deuxième dans le tournoi Tecniche perfette en 2008]
En 2010, il sort l'EP Diss-Agio en collaboration avec Dinamite et Vincenzo da Via Anfossi, produit par DJ JT.
La même année, il enregistre sa première mixtape intitulée BCPT[source secondaire souhaitée], avec la participation d'Emis Killa, G. Soave et Maxi B.
Son premier album studio Penisola che non c'é sort en mars 2011.
En décembre paraît son deuxième album intitulé Il mio primo disco da venduto, produit par Tanta Roba. Dans cet album, il invite plusieurs rappeurs italiens à participer comme Gué Pequeno, Entics, Marracash, J-Ax, Jake La Furia, et Two Fingerz.
Toujours en 2011, il participe à l'album de Don Joe et DJ Shablo (Thori e Rocce) en prêtant sa voix sur la chanson Fuori luogo avec Gemitaiz et Cane Secco[source secondaire souhaitée].
L'année suivante, il participe à l'album Hanno ucciso l'uomo ragno 2012 en duo avec Max Pezzali sur la chanson Jolly Blu.

### Sig. Brainwash(2013)
Le 29 janvier 2013, Fedez publie le premier single de son prochain album, Si scrive schiavitù si legge libertà, en téléchargement numérique, suivi d'un deuxième single intitulé Dai cazzo Federico. Le 1er mars, il sort un troisième single, Cigno nero, en duo avec Francesca Michielin.
Le 5 mars 2013, il publie l'album qui va le faire connaître, Sig. Brainwash - L'arte di accontentare.
Durant la première semaine de sa sortie, l'album atteint la première place des classements italiens.
Deux mois après sa sortie, l'album compte plus de 60 000 exemplaires vendus et est certifié disque de platine.
En mai également, Fedez est nommé aux MTV Awards dans la catégorie Superman.
Le 31 mars 2013, il sort son quatrième single Alfonso Signorini (eroe nazionale), suivi de la parution de son vidéoclip le 14 juin.
Le 18 octobre, Sig. Brainwash - L'arte di accontentare compte au total 120 000 exemplaires vendus, et devient certifié double disque de platine.
En décembre 2013, le rappeur J-Ax annonce la création d'un label indépendant en collaboration avec Fedez, appelé Newtopia.
Au cours de la même période, Fedez prête sa voix au titre La Cassa Dritta du groupe de hip-hop italien Two Fingerz.
Le 20 juin 2014, l'album Sig. Brainwash - L'arte di accontentare est certifié triple disque de platine avec 150 000 exemplaires vendus.

### Pop-Hoolista(2014–2016)
En mai 2014, sa participation en tant que juge de l'émission X-Factor est officialisée, aux côtés de Morgan, le chanteur Mika et Victoria Cabello.
Le 10 septembre 2014, Fedez annonce la sortie de son quatrième album studio, intitulé Pop-Hoolista, publié le 30 septembre 2014 sur son label indépendant Newtopia, et distribué par Sony Music.
Avant la sortie officielle de l'album, il met en ligne les clips Veleno per topic le 17 septembre, et Generazione bho le 29 septembre.
Enregistré à Los Angeles durant l'été, l'album se compose de 20 titres, dont la plupart sont en collaboration avec des artistes italiens notamment avec Elisa, Noemi et Francesca Michielin.
Comme pour Sig. Brainwash - L'arte di accontentare, Pop-Hoolista atteint la première position des classements italiens et est certifié disque d'or.
Deux mois plus tard, l'album est certifié disque de platine avec 50 000 exemplaires vendus.
En octobre 2014, à l'occasion de l'événement Italia 5 Stelle à Rome, Fedez chante pour la première fois le titre inédit Non sono partito.
Le 28 septembre 2015, il sort un single intitulé 21 grammi, avant la parution de l'album Cosodipinto Edition le 9 octobre,.
À la fin de l'année, Pop-Hoolista compte 200 000 exemplaires vendus,,.
Le 25 février 2016, Fedez annonce un album en collaboration avec J-Ax.
Le 6 mars, il publie le single Vorrei ma non posto, accompagné de son clip.

### Comunisti col RolexetParanoia Airlines(depuis 2017)
L'album Comunisti col Rolex, en collaboration avec J-Ax, est sorti le 20 janvier 2017.
Les chansons Assenzio, Piccole Cose (en duo avec Alessandra Amoroso) et Senza Pagare (en duo avec T-Pain) deviennent des succès.
Plusieurs personnalités telles que Paris Hilton, Chiara Ferragni ou encore le rappeur Fabio Rovazzi apparaissent dans le clip Senza Pagare.
En 2019, Fedez sort l'album Paranoia Airlines.
En 2020, il participe à la première version italienne de l'émission Celebrity Hunted.
En collaboration avec Luis et Martin Sal, il lance un podcast intitulé Muschio Selvaggio. Cette émission connaît un succès important en Italie et traite de thèmes de société avec des invités tels que Bello FiGo ou sa femme Chiara Ferragni.

### Depuis 2021
En 2021, il concourt au Festival de Sanremo avec Francesca Michielin en interprétant la chanson Chiamami per nome, où il se classe à la deuxième place.

## Vie privée
Depuis 2016, il partage sa vie avec la blogueuse et styliste Chiara Ferragni qu'il demande en mariage en direct lors d'un concert aux arènes de Vérone le 7 mai 2017. En octobre 2017, il est révélé que le couple attend son premier enfant.
Le 19 mars 2018, Chiara Ferragni donne naissance à un garçon prénommé Leone, à Los Angeles.
Le 1er septembre 2018, Fedez et Chiara Ferragni se marient à Noto en Sicile. 
En octobre 2020, Chiara Ferragni dévoile qu'elle est enceinte de son deuxième enfant,.
Le 23 mars 2021, Chiara Ferragni donne naissance à une fille, appelée Vittoria.
En mars 2022, le rappeur se fait opérer d'une tumeur neuroendocrinienne du pancréas.

## Discographie

### Albums studio
- 2011 : Penisola che non c'è
- 2011 : Il mio primo disco da venduto
- 2013 : Sig. Brainwash - L'arte di accontentare
- 2014 : Pop-Hoolista
- 2017 : Comunisti col Rolex (avec J-Ax)
- 2019 : Paranoia Airlines
- 2021 : Disumano

### EPS et Mixtapes
- 2007 : Pat-a-Cake
- 2010 : Diss-Agio
- 2010 : BCPT